# Lil E. Tee
Lil E. Tee, född 29 mars 1989, död 18 mars 2009, var ett engelskt fullblod, mest känd för att ha segrat i Kentucky Derby (1992), där han blev en av de största överraskningarna som segrat i löpet.

## Karriär
Lil E. Tee var en brun hingst efter At the Threshold och under Eileen's Moment (efter For The Moment). Han föddes upp av Lawrence I. Littman och ägdes av W. Cal Partee. Han tränades under tävlingskarriären av Lynn S. Whiting.
Lil E. Tee tävlade mellan 1992 och 1994 och sprang under sin tävlingskarriär in 1 437 506 dollar på 13 starter, varav 7 segrar, 4 andraplatser och 1 tredjeplats. Han tog karriärens största seger i Kentucky Derby (1992). Han segrade även i Jim Beam Stakes (1992) och Razorback Handicap (1993).

### Kentucky Derby
I Kentucky Derby reds Lil E. Tee av jockeyn Pat Day, som inte hade vunnit ett Derby på nio tidigare försök. Han startade somen av de större överraskningarna i löpet, till oddset 17-1, medan fransktränade Arazi, som utsetts till European Horse of the Year, var spelfavorit. Pressen hade nästan uteslutet pratat om Arazi sedan hans dominerande seger i Breeders' Cup Juvenile året innan, och en seger sågs nästan vara garanterad.
Lil E. Tee startade från spår 10 i Kentucky Derby, och var på tionde plats efter en halv mile. Arazi, som hade startat längst ut från spår 17, gjorde då ett drag och avancerade till en tredjeplats, med Lil E. Tee tätt efter, som avancerade till en femteplats. Då de närmade sig upploppet tröttnade Arazi, och Lil E. Tee avancerade till seger.

### Som avelshingst
Lil E. Tee stod uppstallad som avelshingst på Old Frankfort Stud nära Lexington, Kentucky, tills han avlivades den 18 mars 2009. Ägaren av stuteriet, Jim Plemmons, sa att Lil E. Tee blev sjuk månaden innan, efter en tarmoperation.